# 2074
2074 (ММLXXIV) е обикновена година, започваща в понеделник според Григорианския календар. Тя е 2074-та година от новата ера, седемдесет и четвъртата от третото хилядолетие и петата от 2070-те.